# بانتيغو
بانتيغو (بالإنجليزية: Pantego)‏ هي مدينة أمريكية تقع في ولاية تكساس.تبلغ مساحة هذه المدينة 2.6 (كم²)،ويبلغ عدد سكانها 2394 نسمة حسب إحصاء سنة 2010 م.

## التركيبة السكانية
حدّد مكتب تعداد الولايات المتحدة بيانات التركيبة السكانية لبانتيغو في تعداد الولايات المتحدة. في ما يلي، التركيبة السكانية حسب تعدادي 2000 و2010.

### تعداد عام 2000
بلغ عدد سكان بانتيغو 2,318 نسمة بحسب تعداد عام 2000، وبلغ عدد الأسر 920 أسرة وعدد العائلات 720 عائلة مقيمة في البلدة. في حين سجلت الكثافة السكانية 858.5 نسمة لكل كيلومتر مربع (2,223.5/ميل2). وبلغ عدد الوحدات السكنية 951 وحدة بمتوسط كثافة قدره 352.2 لكل كيلومتر مربع (912.2/ميل2).
وتوزع التركيب العرقي للبلدة بنسبة 87.06% من البيض و8.58% من الأمريكيين الأفارقة و0.22% من الأمريكيين الأصليين و1.90% من الأمريكيين ذوي الأصول الآسيوية و0.22% من سكان جزر المحيط الهادئ و0.73% من الأعراق الأخرى و1.29% من عرقين مختلطين أو أكثر و3.67% من الهسبانيون أو اللاتينيون من أي عرق.
بلغ عدد الأسر 920 أسرة كانت نسبة 30.8% منها لديها أطفال تحت سن الثامنة عشر تعيش معهم، وبلغت نسبة الأزواج القاطنين مع بعضهم البعض 63% من أصل المجموع الكلي للأسر، ونسبة 12.1% من الأسر كان لديها معيلات من الإناث دون وجود شريك، بينما كانت نسبة 3.2% من الأسر لديها معيلون من الذكور دون وجود شريكة وكانت نسبة 21.7% من غير العائلات. تألفت نسبة 18.6% من أصل جميع الأسر من عدة أفراد يعيشون في نفس المنزل ونسبة 10.8% كانت تتألف من شخص يعيش بمفرده يبلغ من العمر 65 عاماً أو أكثر. وبلغ متوسط حجم الأسرة المعيشية 2.52، أما متوسط حجم العائلات فبلغ 2.84.
بلغ العمر الوسطي للسكان 44.9 عاماً. وكانت نسبة 22.3% من القاطنين تحت سن الثامنة عشر، وكانت نسبة 6.1% بين الثامنة عشر والرابعة والعشرين عاماً، ونسبة 21.7% كانت واقعةً في الفئة العمرية ما بين الخامسة والعشرين والرابعة والأربعين عاماً، ونسبة 27.5% كانت ما بين الخامسة والأربعين والرابعة والستين، ونسبة 22.3% كانت ضمن فئة الخامسة والستين عاماً فما فوق. يوجد لكل 100 أنثى 91.9 ذكر، ويوجد لكل 100 أنثى في الثامنة عشر من عمرها فما فوق 85.5 ذكر.
بلغ متوسط دخل الأسرة في البلدة 68,571 دولارًا، أما متوسط دخل العائلة فبلغ 71,938 دولارًا. وكان متوسط دخل الذكور 55,227 دولارًا مقابل 37,969 دولارًا للإناث. وسجل دخل الفرد الخاص بالبلدة 30,471 دولارًا. وكانت نسبة 5.7% من العائلات ونسبة 6.3% من السكان تحت خط الفقر، وكان من هؤلاء نسبة 14.7% تحت سن الثامنة عشر ونسبة 0% في الخامسة والستين من العمر وما فوق.

### تعداد عام 2010
بلغ عدد سكان بانتيغو 2,394 نسمة بحسب تعداد عام 2010، وبلغ عدد الأسر 1,033 أسرة وعدد العائلات 705 عائلة مقيمة في البلدة. في حين سجلت الكثافة السكانية 886.7 نسمة لكل كيلومتر مربع (2,296.5/ميل2). وبلغ عدد الوحدات السكنية 1,088 وحدة بمتوسط كثافة قدره 403 لكل كيلومتر مربع (1,043.8/ميل2).
وتوزع التركيب العرقي للبلدة بنسبة 89.68% من البيض و6.06% من الأمريكيين الأفارقة و0.13% من الأمريكيين الأصليين و2.21% من الأمريكيين ذوي الأصول الآسيوية و1.09% من الأعراق الأخرى و0.84% من عرقين مختلطين أو أكثر و5.51% من الهسبانيون أو اللاتينيون من أي عرق.
بلغ عدد الأسر 1,033 أسرة كانت نسبة 24% منها لديها أطفال تحت سن الثامنة عشر تعيش معهم، وبلغت نسبة الأزواج القاطنين مع بعضهم البعض 55.3% من أصل المجموع الكلي للأسر، ونسبة 10% من الأسر كان لديها معيلات من الإناث دون وجود شريك، بينما كانت نسبة 3% من الأسر لديها معيلون من الذكور دون وجود شريكة وكانت نسبة 31.8% من غير العائلات. تألفت نسبة 28.7% من أصل جميع الأسر من عدة أفراد يعيشون في نفس المنزل ونسبة 19.3% كانت تتألف من شخص يعيش بمفرده يبلغ من العمر 65 عاماً أو أكثر. وبلغ متوسط حجم الأسرة المعيشية 2.31، أما متوسط حجم العائلات فبلغ 2.82.
بلغ العمر الوسطي للسكان 49.9 عاماً. وكانت نسبة 18.8% من القاطنين تحت سن الثامنة عشر، وكانت نسبة 7.1% بين الثامنة عشر والرابعة والعشرين عاماً، ونسبة 17.8% كانت واقعةً في الفئة العمرية ما بين الخامسة والعشرين والرابعة والأربعين عاماً، ونسبة 26.9% كانت ما بين الخامسة والأربعين والرابعة والستين، ونسبة 29.3% كانت ضمن فئة الخامسة والستين عاماً فما فوق. وتوزع التركيب الجنسي للسكان بنسبة 46.6% ذكور و53.4% إناث.